# Wembley Stadium (2007)
Wembley Stadium je stadion ve Wembley, který se nachází v London Borough of Brent v Londýně, v Anglii. Je ve vlastnictví The Football Association (FA), prostřednictvím své dceřiné společnosti Wembley National Stadium Limited a její primární využití je pro domácí zápasy Anglické fotbalové reprezentace, finálové zápasy FA Cupu, hudební koncerty a další.
S kapacitou devadesáti tisíc sedadel je to druhý největší stadion v Evropě (po Camp Nou). Ihned po otevření se stadion začal často označovat jako "nový stadion Wembley" (The New Wembley Stadium), aby se odlišil od původního stadionu nesoucího stejné jméno. Wembley je také nejdražším stadionem, co byl kdy postaven (2008).
Na původním stadionu ve Wembley se hrály zápasy fotbalového mistrovství světa v roce 1966 v Anglii, v němž Anglie získala mistrovský titul (úvodní zápas zde Anglie – Uruguay 0:0, finálový Anglie – NSR 4:2 po prodloužení).
V roce 2011 hostil finále Ligy mistrů UEFA, které se uskutečnilo 28. května (vítěz FC Barcelona).
V roce 2013 hostil finále Ligy mistrů UEFA (vítěz FC Bayern Mnichov).

## Galerie

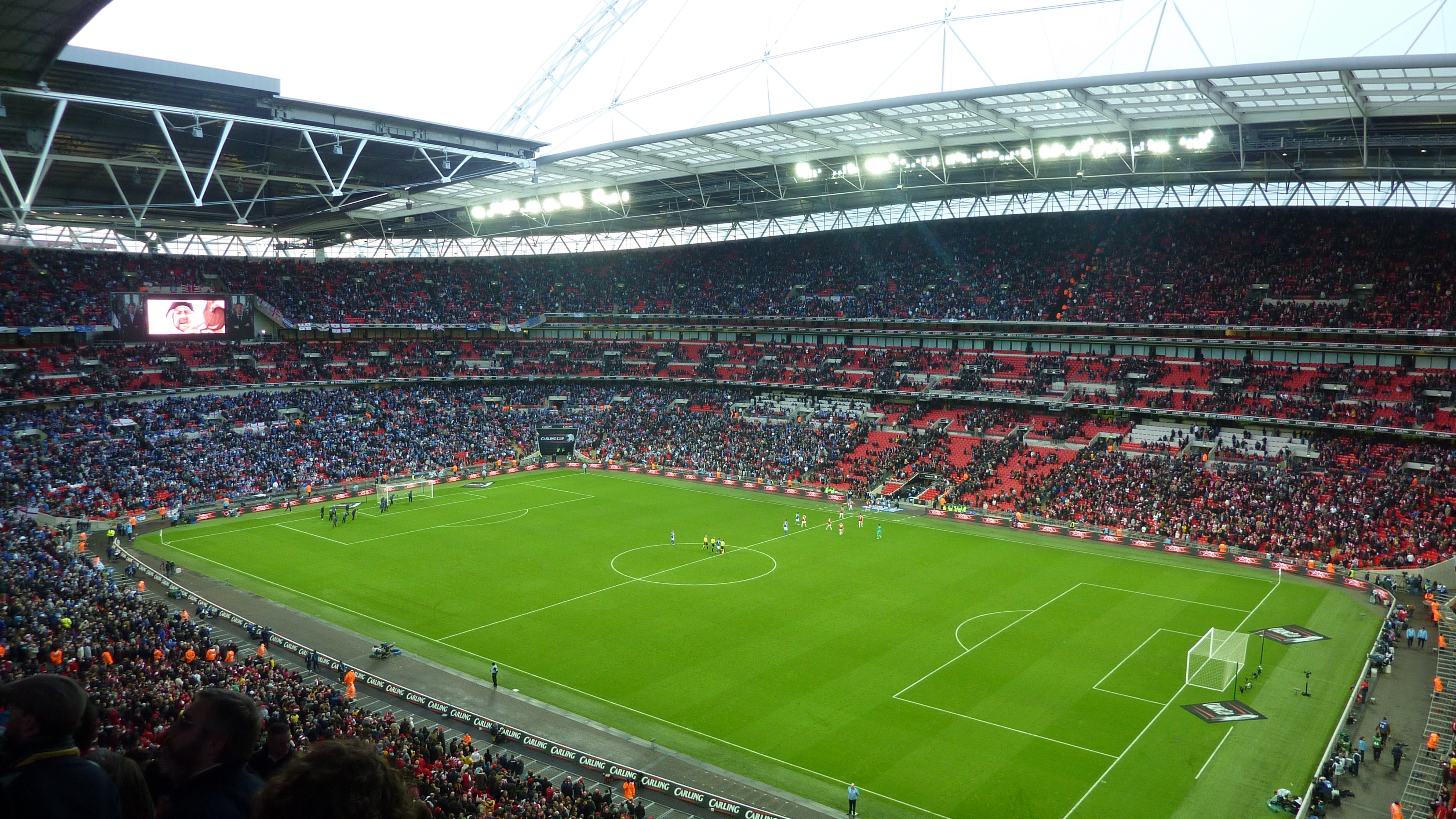
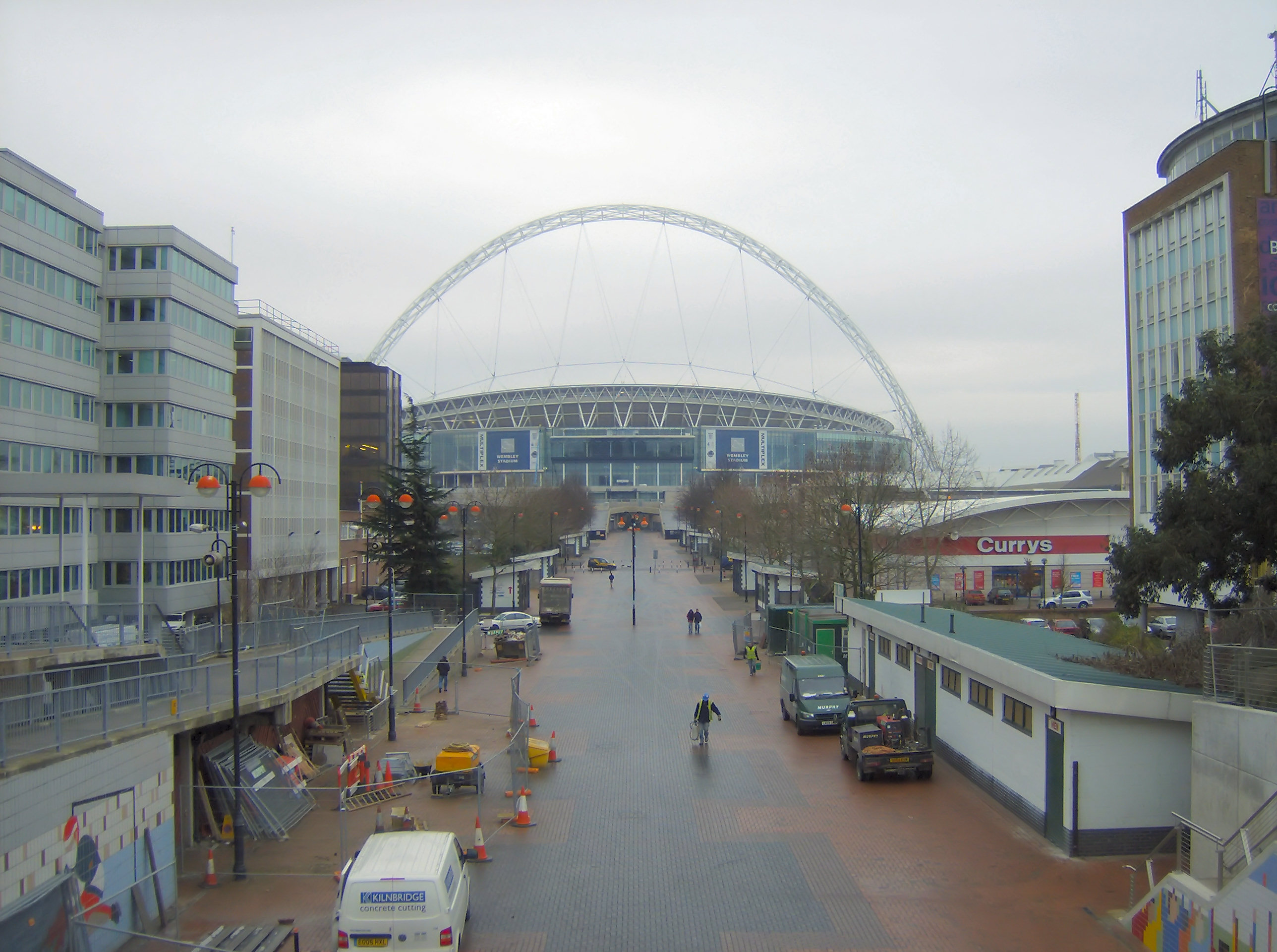
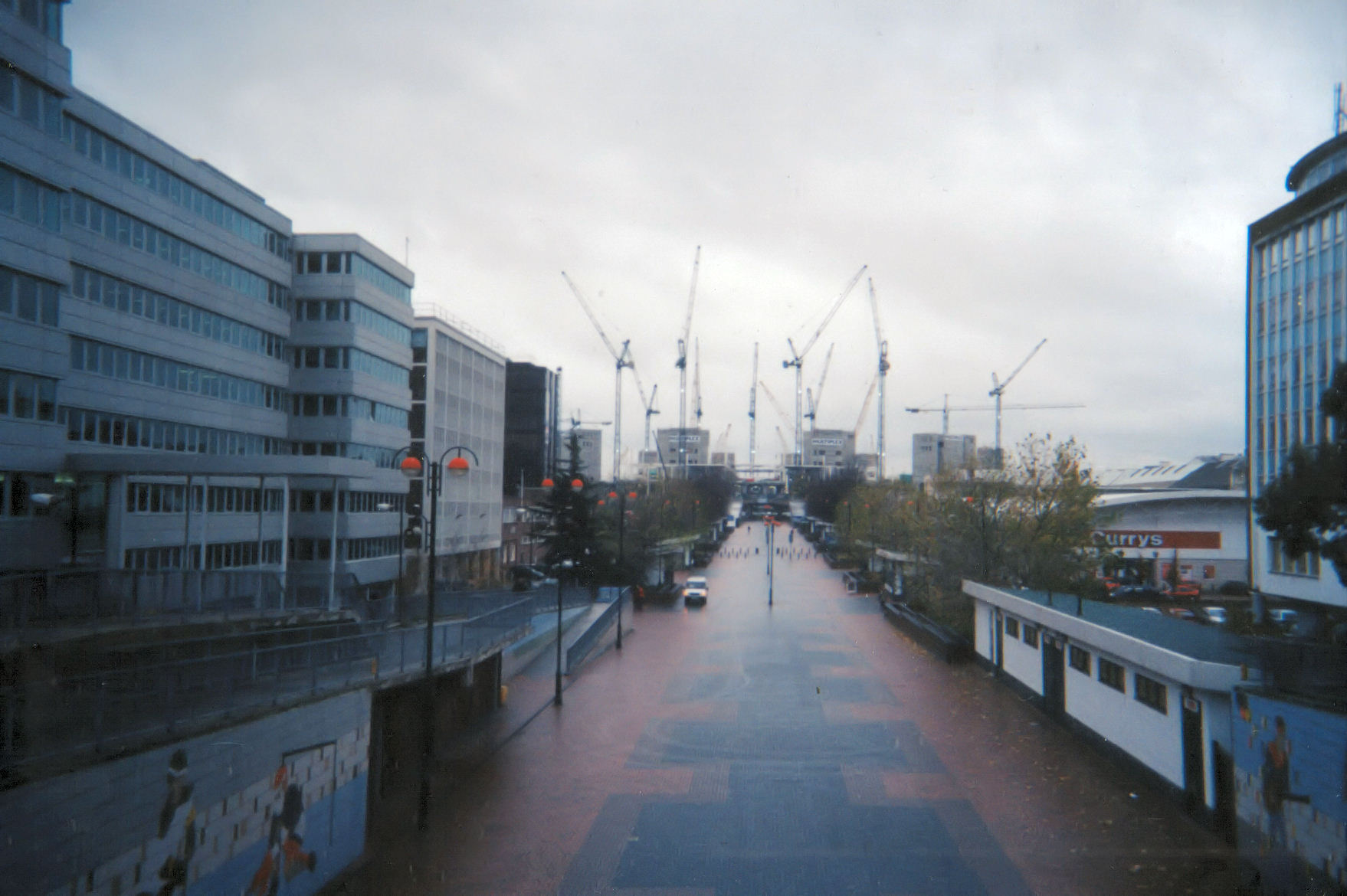
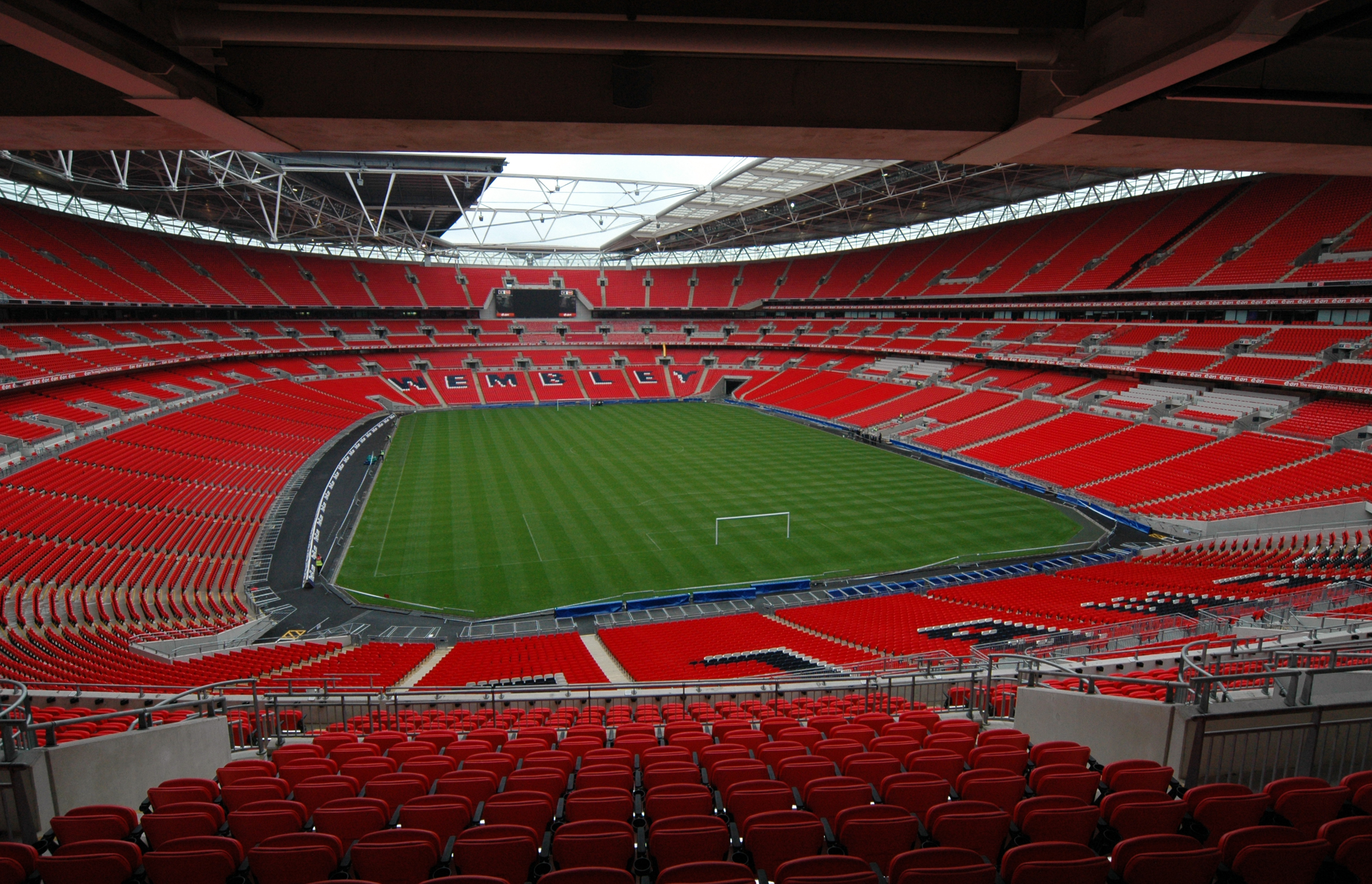
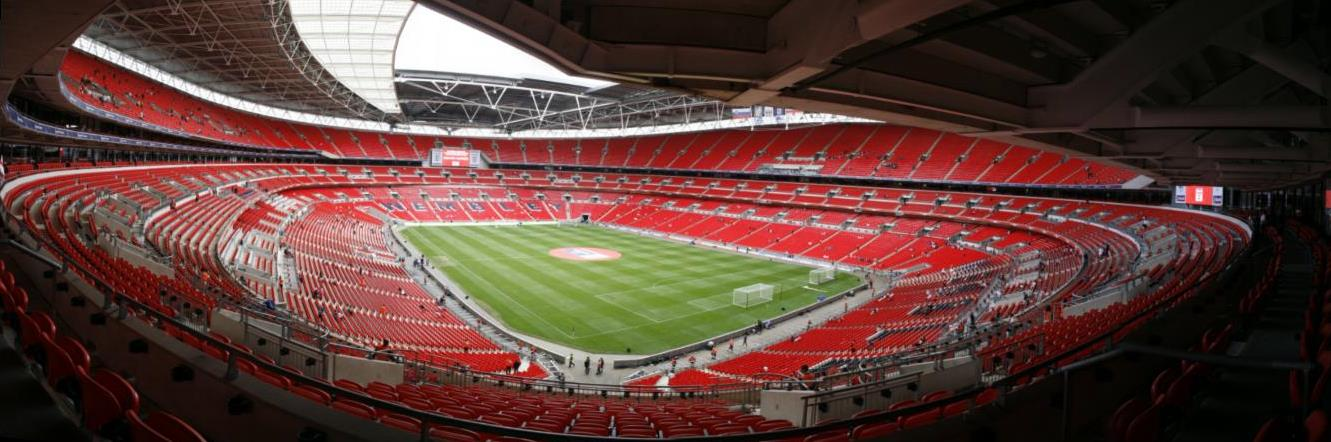
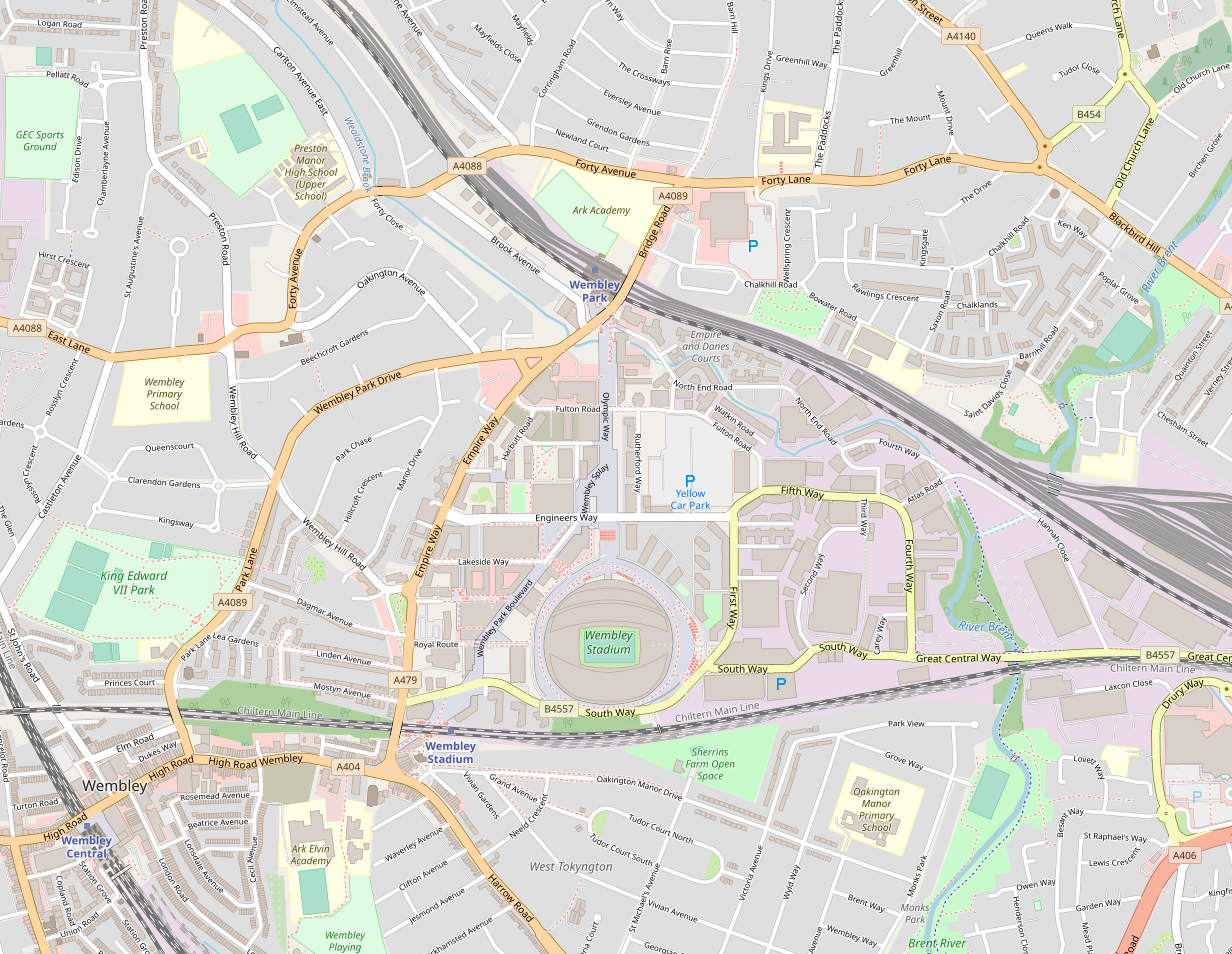
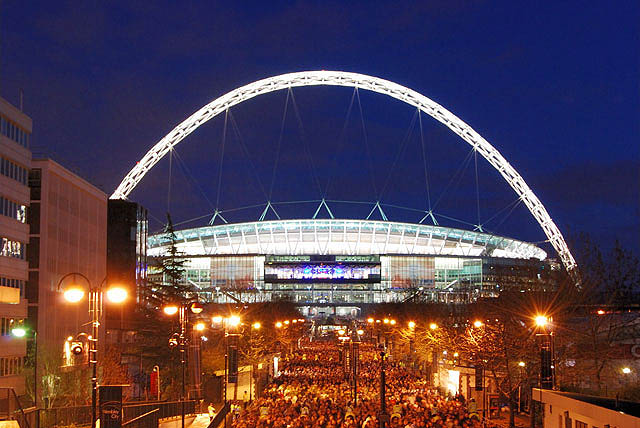
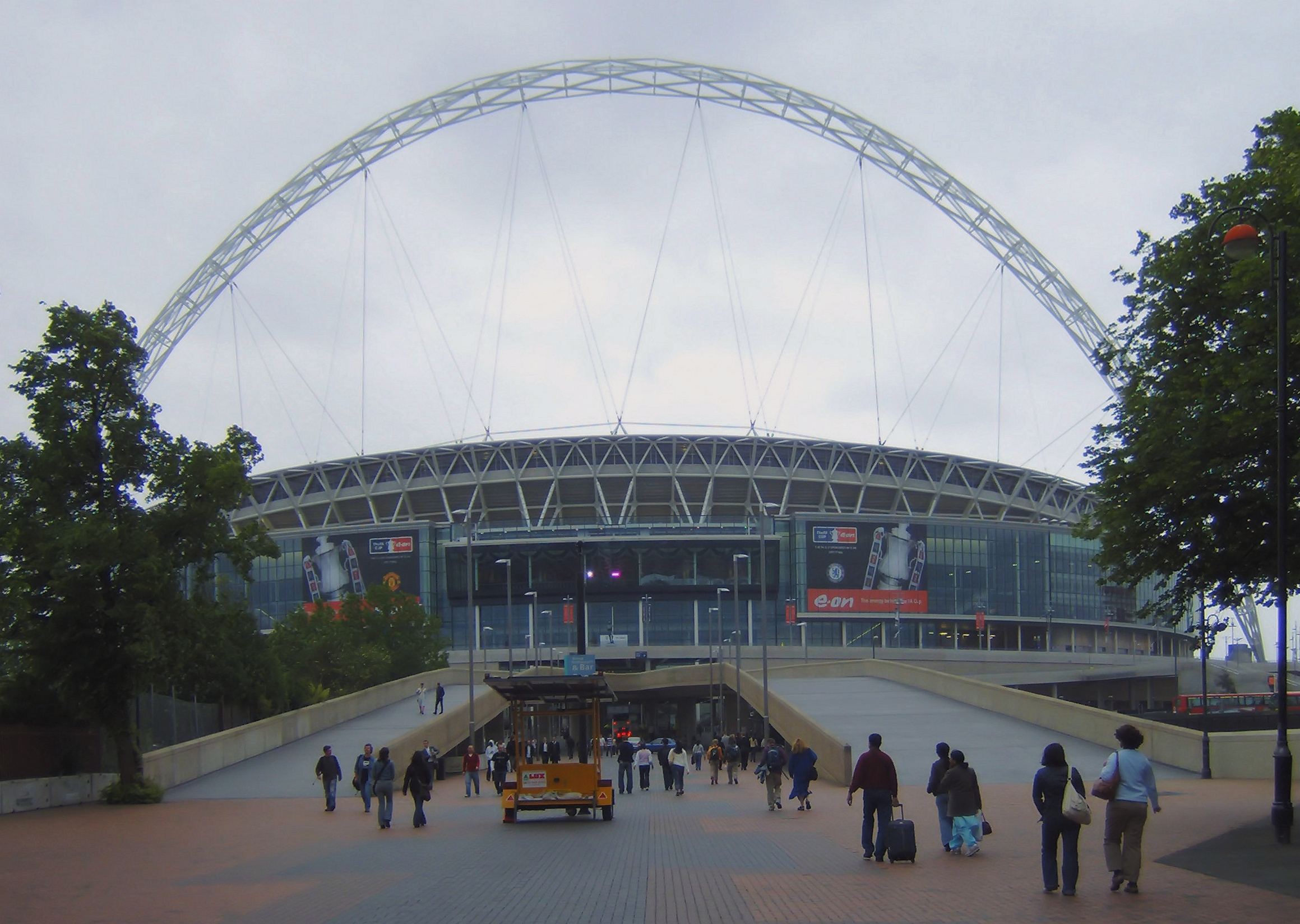
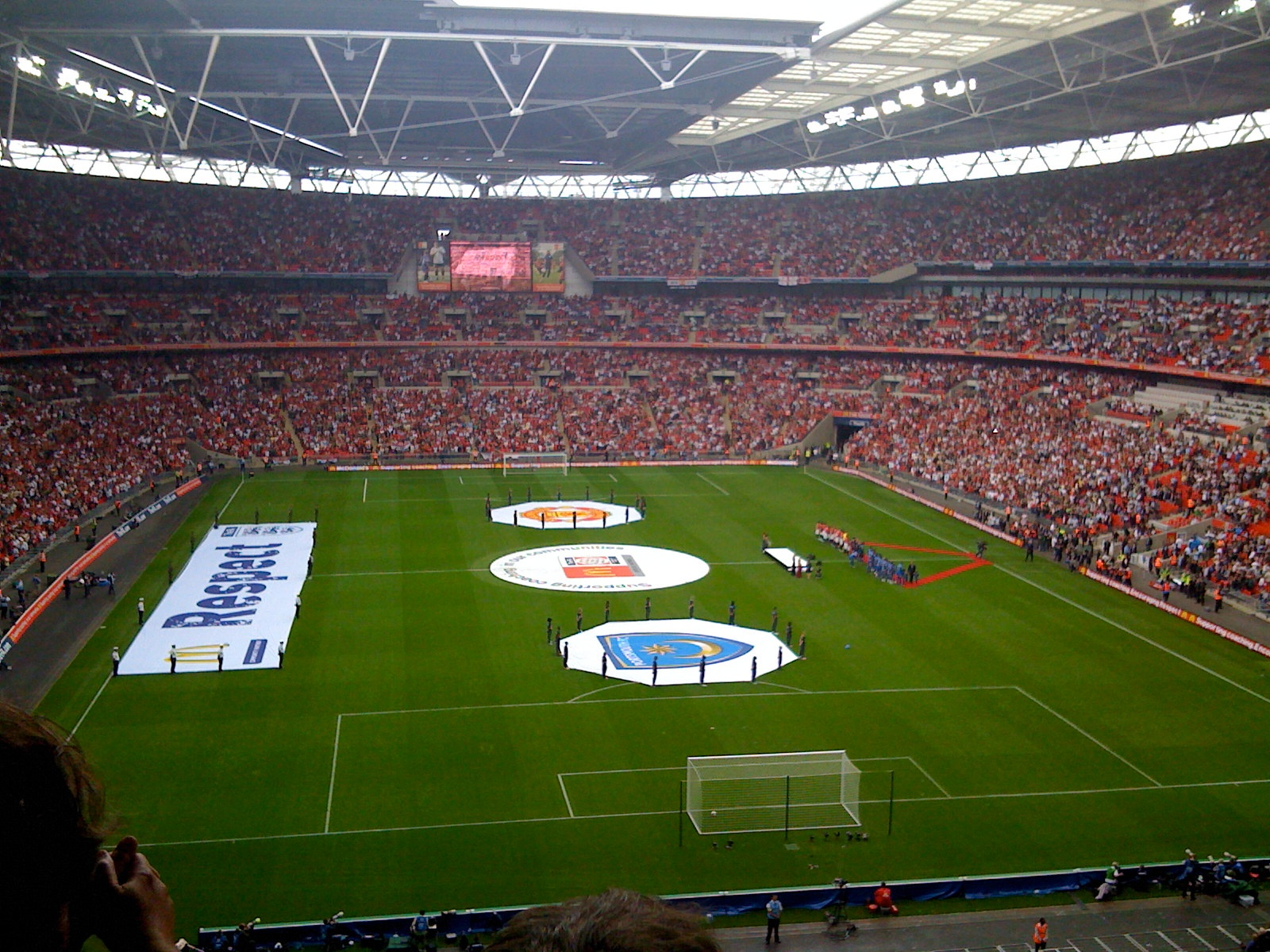
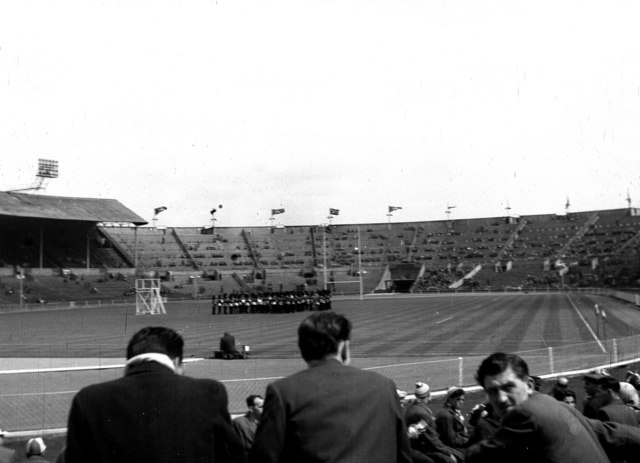
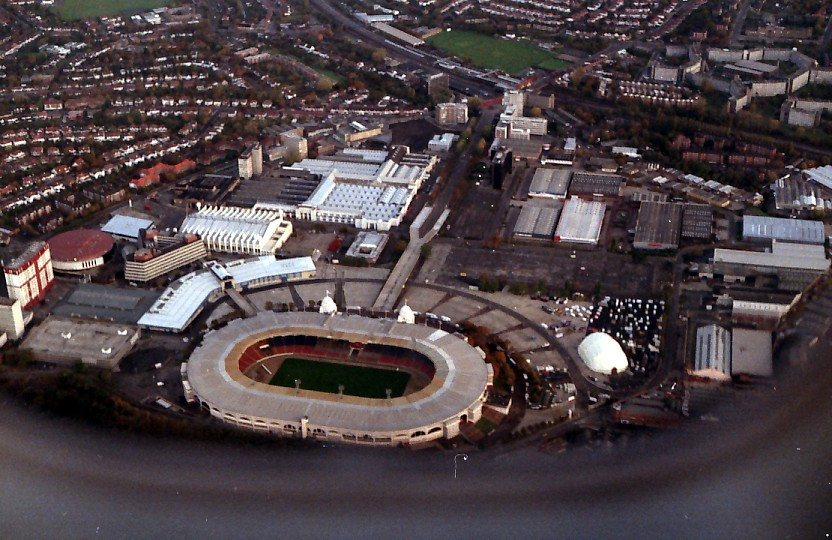
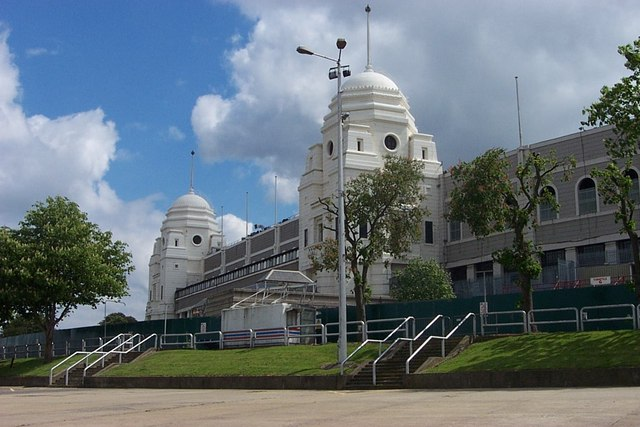
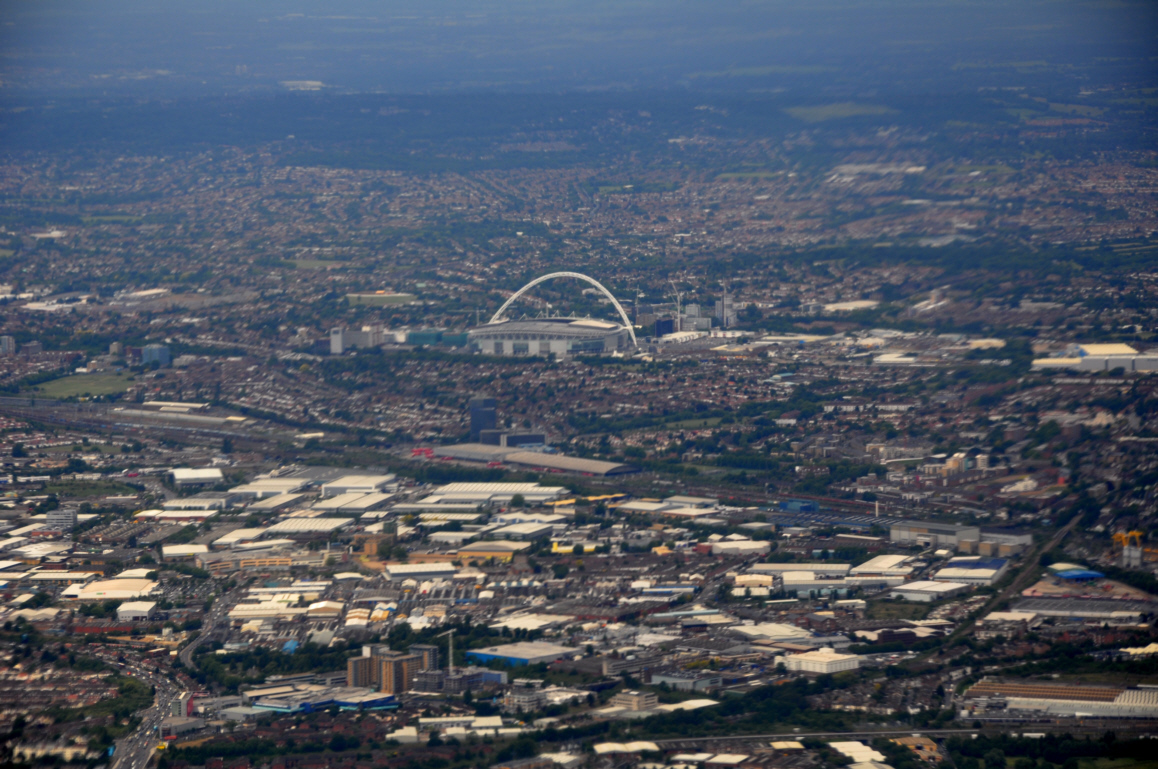
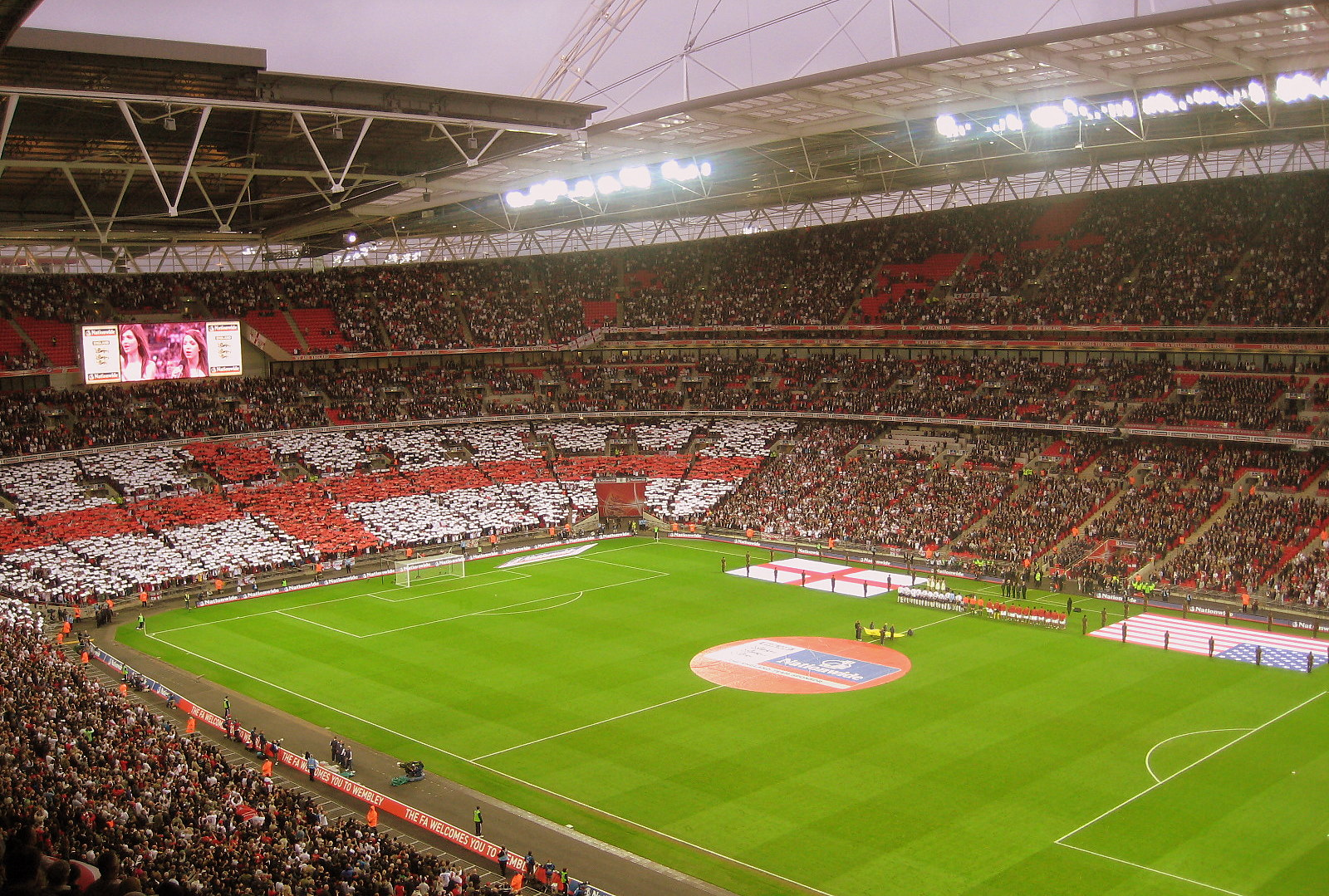